# 中国儿童电影制片厂
中国儿童电影制片厂是中华人民共和国唯一专门制作儿童电影故事片的电影制片厂。原名北京儿童电影制片厂，1981年6月1日在北京市成立。首任厂长为中国表演艺术家于蓝。

## 代表作品
- 《旋风女队》(2017)
- 《寻找成龙》(2009)
- 《大气层消失》(1990)
- 《疯狂的兔子》(1997)
- 《滑板梦之队》(1996)
- 《人之初》(1992)
- 《霹雳贝贝》(1988)